# Thomas Pitt de Boconnoc
Thomas Pitt ( c. 1705 - 17 juillet 1761), de Boconnoc, en Cornouailles, est un propriétaire britannique et un homme politique qui siège à la Chambre des communes entre 1727 et 1761. Il est Lord Warden of the Stannaries de 1742 à 1751.

## Biographie

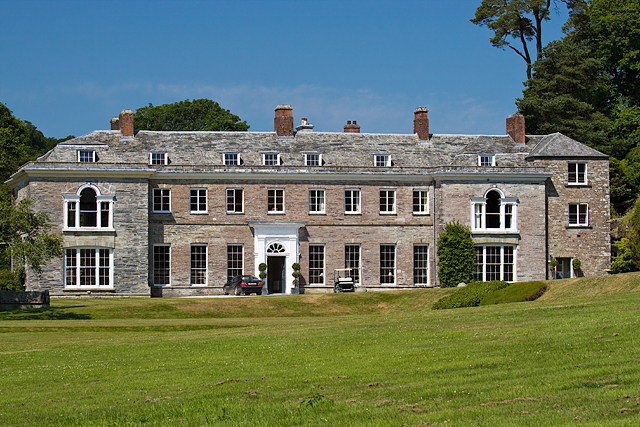
Boconnoc House, Cornouailles

Il est le petit-fils et homonyme du plus connu Thomas Pitt et le fils de Robert Pitt, député de Boconnoc, près de Lostwithiel en Cornouailles. Il est le frère aîné de William Pitt l'Ancien. Il succède à son père en 1727 et hérite des domaines, notamment Boconnoc .
En tant que chef de famille, Pitt hérite de l'immense fortune de son grand-père et de ses arrondissements parlementaires : il a le pouvoir de nommer les deux députés à Old Sarum et l'un des deux à Okehampton, ainsi qu'une influence considérable dans au moins deux arrondissements de Cornouailles, Camelford et Grampound. Il se fait élire député d'Okehampton en 1727, la première élection après sa majorité, et représente l'arrondissement jusqu'en 1754; mais à plusieurs reprises, il est aussi élu pour Old Sarum, ce qui signifie que lorsqu'il choisit de siéger pour Okehampton, le siège Old Sarum est libre lors d'une élection partielle pour quelqu'un qui ne s'est pas présenté au Parlement.
Il est le maître des Stannaries de mars 1738 à février 1742 et Lord Warden of the Stannaries de février 1742 à mars 1751, lorsque le Parlement de Cornouailles se réunit pour la dernière fois .
Pitt est politiquement ambitieux et, se rattachant à la suite de Frédéric de Galles, dirige les élections générales de 1741 et 1747 en Cornouailles dans l'intérêt du prince; mais cela implique des dépenses massives - en particulier à Grampound, un arrondissement notoirement corrompu, où il dépense des sommes énormes, à la fois pour corrompre les électeurs et pour des poursuites judiciaires visant à priver les plus rapaces de leurs votes. En 1751, il se met en faillite et la mort du prince de Galles, cette année-là, anéantit ses espoirs d'obtenir une influence ou un soutien pour ses efforts. Il hypothéque ses arrondissements auprès du Trésor, permettant ainsi au gouvernement de nommer deux députés à Old Sarum et un à Okehampton en échange d'une pension de 1 000 £ par an. Après avoir brièvement siégé à Old Sarum au Parlement de 1754, il démissionne de son siège et quitte le pays .
De retour en Angleterre en 1761, cependant, Pitt persuade le gouvernement de lui permettre d'être réélu pour Old Sarum - une mesure temporaire, a-t-il promis, pour l'empêcher d'être arrêté pour dette jusqu'à ce qu'il soit en mesure de satisfaire ses créanciers (les députés étaient à l'abri d'une arrestation civile). Il promet de quitter son siège le plus tôt possible et de permettre au gouvernement de nommer son remplaçant conformément à l’arrangement initial; mais il meurt quelques mois plus tard, toujours député de Old Sarum .
Pitt épouse, vers 1731, Christian, fille de Thomas Lyttelton (4e baronnet), député de Hagley, Worcestershire et de la sœur de George Lyttelton. Ils ont deux fils et deux filles. Il se remarie ensuite, en 1761, à Maria, fille du général Murray.
Il est décédé le 17 juillet 1761. Son fils Thomas Pitt (1er baron Camelford) révoque les arrangements de son père pour Old Sarum et se choisit comme député lorsqu'il hérite de l'arrondissement.